# Drumsolo

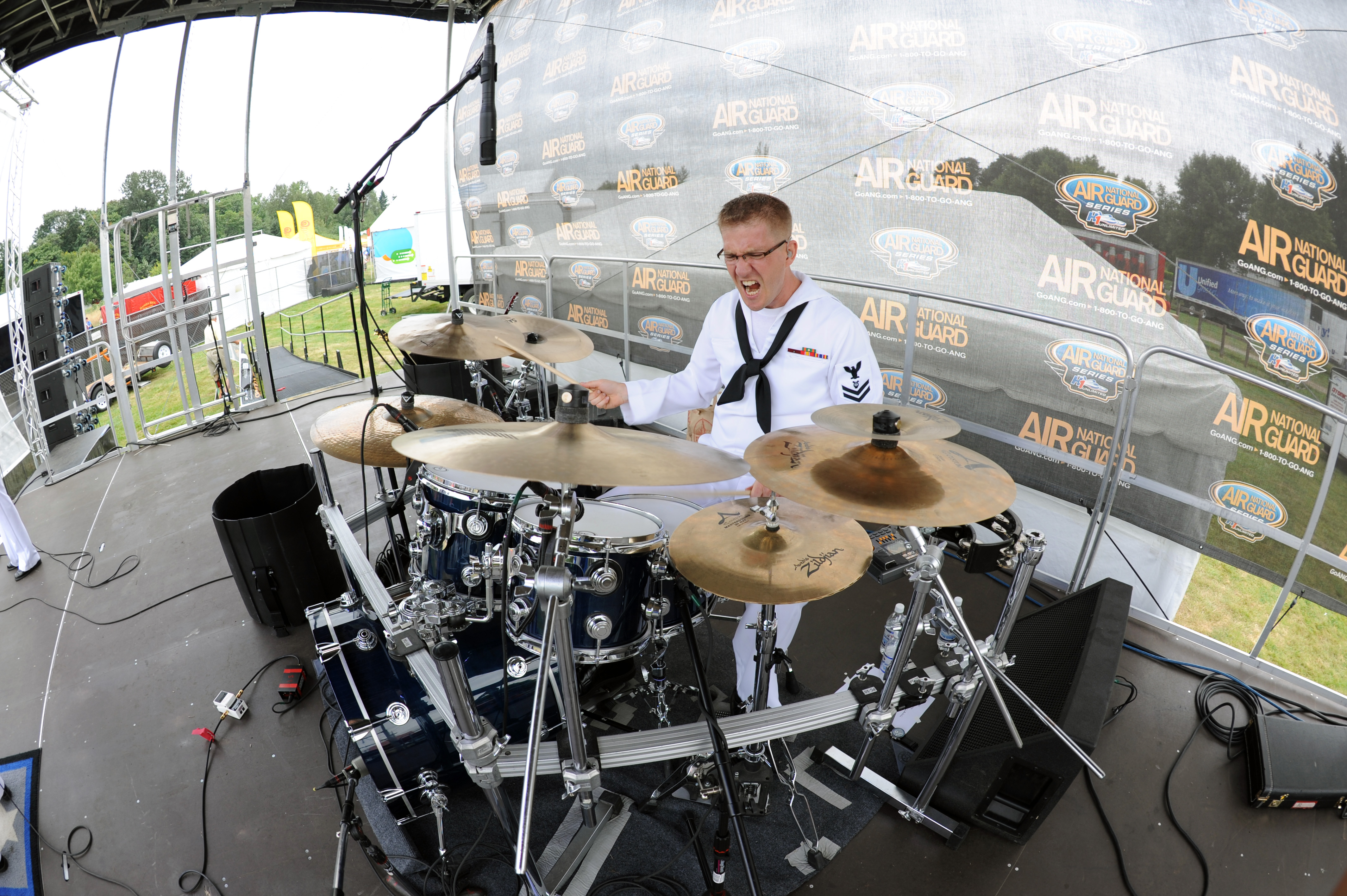
Een drummer speelt een drumsolo.

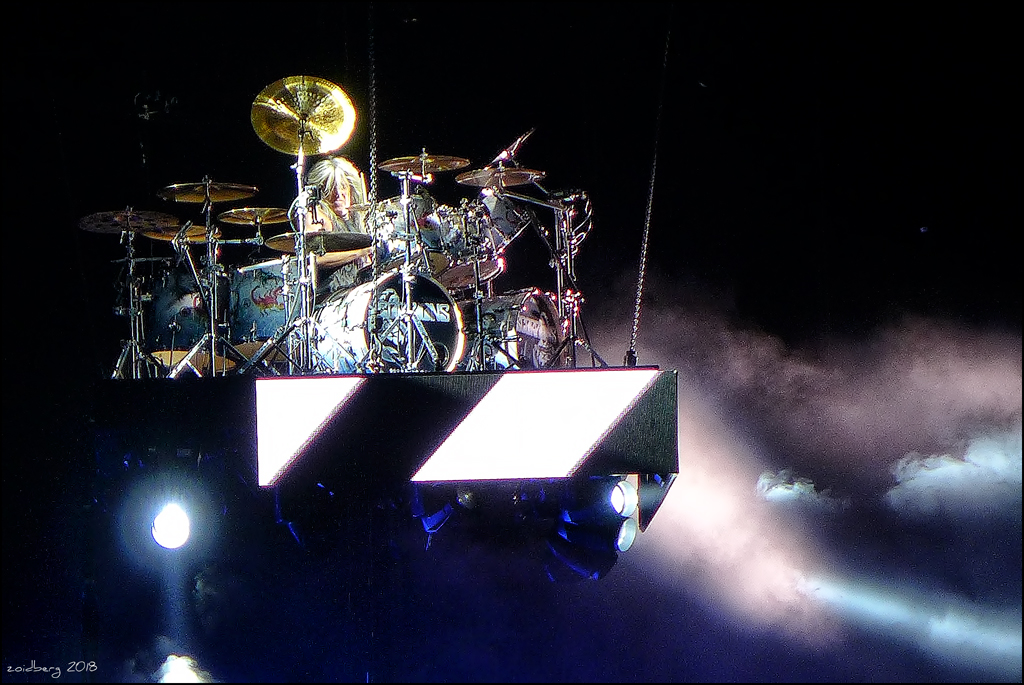
Mikkey Dee van Scorpions.

Een drumsolo is een instrumentale solo die wordt gespeeld op een drumstel. Een drumsolo kan vastgelegd zijn of geïmproviseerd, en zelfs deel uitmaken van een geheel optreden.

## Beschrijving
In de rockmuziek is de drumsolo uniek in dat deze vrijwel niet wordt begeleid door de andere muzikanten. In tegenstelling tot de jazz, waar een drumsolo wordt afgewisseld door een muzieksolo van andere bandleden. Bij de showband en drum corps wordt de drumsolo vaak als onderdeel van het optreden gespeeld, zoals afgebeeld in de muziekfilm Drumline uit 2002.

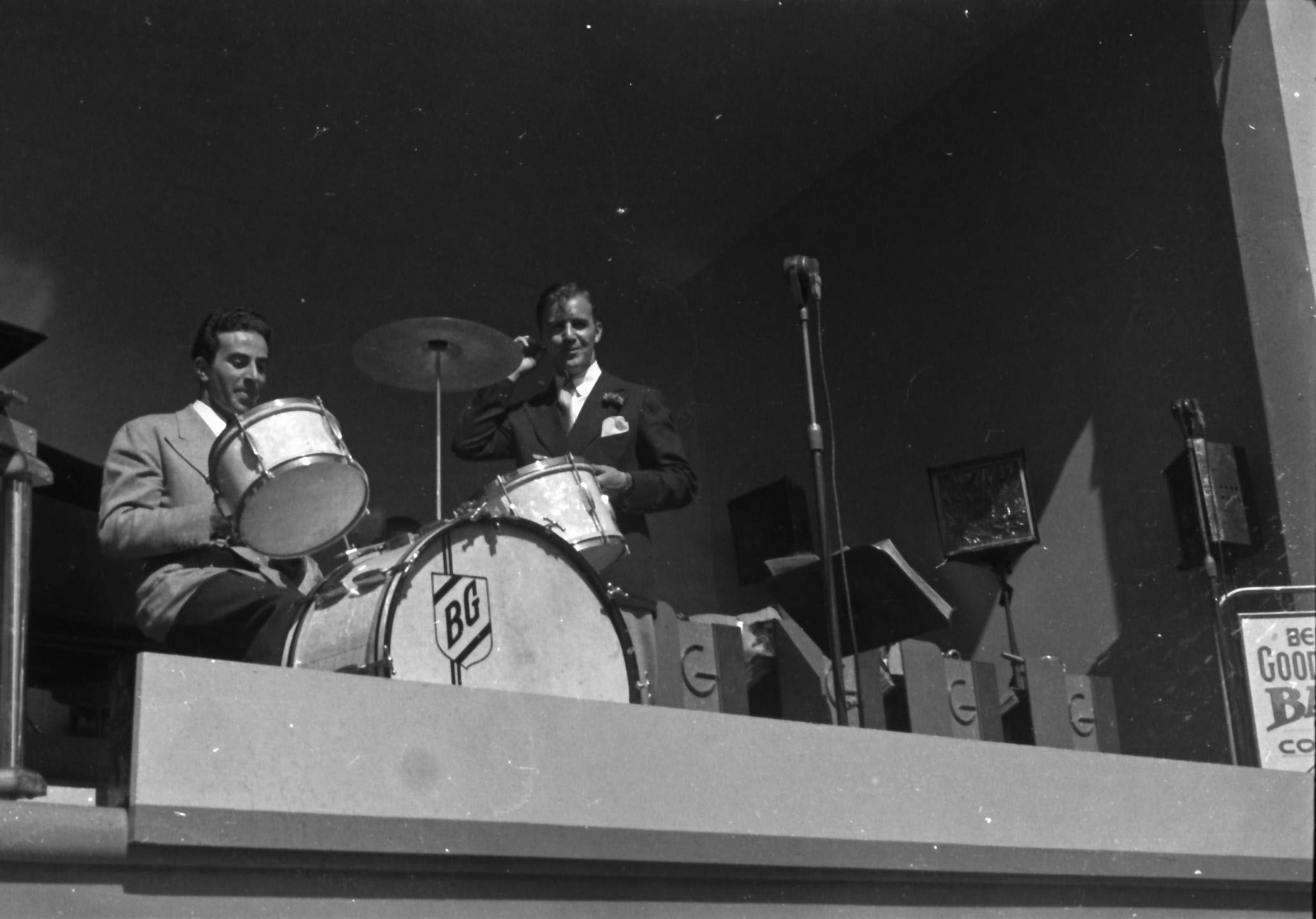
Gene Krupa en Benny Goodman rond 1939.

De eerste grote drumsolist is de jazzdrummer Gene Krupa, die de lange drumsolo bracht naar de jazzmuziek en ook drumsoli gebruikte als een manier om met andere muzikanten te communiceren. Krupa speelde de allereerste lange drumsolo op "Sing, Sing, Sing (With a Swing)" in het orkest van Benny Goodman tijdens een optreden in Carnegie Hall op 16 januari 1938.
In recente jaren werd de doorgang van de muziek belangrijker, en is de drumsolo in moderne muziek vrijwel niet meer aanwezig.

## Bekende drumsoli
- "Painkiller" - Scott Travis, Judas Priest
- "Hot for Teacher" - Alex Van Halen, Van Halen
- "The End" - Ringo Starr, The Beatles
- "Cobwebs and Strange" - Keith Moon, The Who
- "Toad" - Ginger Baker, Cream
- "21st Century Schizoid Man" - Michael Giles, King Crimson
- "Soul Sacrifice" - Michael Shrieve, Santana
- "Beast and the Harlot" - Jimmy Sullivan (The Rev), Avenged Sevenfold
- "Moby Dick" - John Bonham, Led Zeppelin
- "Rat Salad" - Bill Ward, Black Sabbath
- "The Mule" - Ian Paice, Deep Purple
- "Keep Yourself Alive" - Roger Taylor, Queen
- "YYZ" - Neil Peart, Rush
- "Parasite" - Peter Criss, KISS

## Competities
De grootste drumsolocompetitie ter wereld vindt elk jaar plaats in Guitar Center-winkels in de Verenigde Staten. Elke individuele winnaar gaat door naar de kwartfinales (per district). De kwartfinale winnaar gaat door naar de halve finale (regionaal). De vijf halve finale winnaars strijden in de grote finale voor een bedrag van 25.000 dollar. De Grand Finals-winnaar krijgt ook aandacht in de media en tijdens de jaarlijkse muziekbeurs NAMM.
Andere drumsolowedstrijden worden georganiseerd door instrumentfabrikanten, als onderdeel van drumseminars of congressen, of worden gehouden door zelfstandige muziekwinkels.